# 古条彩華
古条 彩華（こじょう あやか、1986年2月19日 - ）は日本のタレント、グラビアアイドル。本名、株竹 彩香。
東京都北区出身。フリー。身長160cm、バスト80cm、ウエスト58cm、ヒップ84cm。2009年9月までの芸名は竹内 綾香（たけうち あやか）。

## 人物
空手、合気道の有段者であり、ボクシングの経験もあることから、アクション作品に多く出演している。FIGHTING TV サムライの「サムライガールズ」や、GAORAでの新空手レポーター、ラウンドガールなど、格闘技関連の仕事も多い。
新空手、ボクシング（当時WBC暫定王者だった富樫直美とのエキシビションマッチ：本名で出場）といった、顔面パンチのある競技にも出場している。
「古条彩華」に改名
特技の格闘技を生かし、プロレスにも挑戦。ハッスル練習生としてTajiriからプロレスの基礎を習う。
フリーになってからはプロスタイルキャットファイトにリングを移し、数々のDVDを発売、そしてシャイニングトーナメントで優勝を果たす。
2011年よりアクションを学ぶためアメリカ留学中。
以前角海老宝石ボクシングジムで練習していたことから、同ジムのプロボクサーとの交流がある。加藤善孝とともに、YouTubeで配信するボクシング情報番組「ボク☆パラ」のメインキャスターを務める。また2012年には、藤本京太郎の通訳兼アシスタントとして、オーストラリアに同行している。
外国人男性と結婚
2013年12月17日、第一子を出産。

## 出演作品
- 女戦闘員物語 NEXT 〜潜入〜
- 女戦闘員物語 NEXT 〜脱出〜
- 女戦闘員物語 〜debut 初陣〜
- 女戦闘員物語 〜again 再開〜
- 電撃特捜隊 バイオニックフォース
- グラドルキューティーレスリング BATTLE03
- グラドルヒロイン危機一髪！！ ドラゴンエンジェル双虎拳
- グラドルヒロイン危機一髪！！ ドラゴンエンジェル功龍拳

これら作品は、いずれもDVDが発売されている。
- ストイックガール
- インバルブ

## CM出演
- ナイキ

シャドーボクシングを披露

## ラウンドガール
- ボクシング（主に角海老主催興行）
  - ホセ・アルファロ VS 小堀佑介　2008年5月19日　WBA世界ライト級タイトルマッチ
  - 張喜燕 VS 天海ツナミ　2009年2月26日　WBA女子世界スーパーフライ級タイトルマッチ
  - 藤本京太郎 VS ウェリバー・チャウンシー
- 全日本キック
- NJKF
- スマックガール
- ジュエルス

## 戦績

### 新空手
| 勝敗 | 対戦相手   | 試合結果            | 大会名                                                         | 開催年月日    |
| ×    | 松本優香里 | 本戦1分30秒 判定0-2 | 第97回新空手道交流大会 【K-3ワンマッチ女子部】                 | 2007年9月30日 |
| ×    | 白井啓子   | 本戦1分30秒 判定0-3 | 第100回新空手道交流大会 【K-3グランプリ本戦 女子50kg以下の部】 | 2008年3月23日 |

### ボクシング（エキシビション）
| 勝敗 | 対戦相手 | 試合結果             | 大会名                | 開催年月日    |
| －   | 富樫直美 | エキシビション 2分2R | B:Tight!「DANGAN 10」 | 2008年8月14日 |